# Kai-Uwe Eckardt
Kai-Uwe Eckardt (* 22. Februar 1960) ist ein deutscher Mediziner und Hochschullehrer an der Charité.

## Leben und Wirken
Eckardt studierte ab 1978 Humanmedizin an der Universität Münster und im Rahmen eines Auslandssemesters an der Welsh National School of Medicine in Cardiff. 1985 wurde er in Münster zum Dr. med. promoviert. Ab 1987 war er am physiologischen Institut der Universität Zürich tätig. 1991 wechselte er an das Institut für Physiologie der Universität Regensburg. Dort habilitierte er sich 1993 für das Fach Physiologie. Anschließend wurde er wissenschaftlicher Mitarbeiter von Ulrich Frei am Charité Campus Virchow-Klinikum, wo er später auch Professor für Nephrologie und Intensivmedizin wurde. 2004 wechselte Eckardt auf einen ordentlichen Lehrstuhl für Innere Medizin mit Schwerpunkt Nieren- und Hochdruckkrankheiten an die Friedrich-Alexander-Universität Erlangen-Nürnberg. Dort wurde er außerdem Direktor der Medizinischen Klinik 4 des Universitätsklinikums Erlangen sowie des Klinikums Nürnberg und Leiter des Transplantationszentrums Erlangen-Nürnberg. 2017 wurde er als Nachfolger seines früheren Chefs Frei ordentlicher Professor für Innere Medizin und Direktor der Medizinischen Klinik mit Schwerpunkt Nephrologie und Intensivmedizin an der Charité.
Eckardts Forschungsschwerpunkt bildet vor allem die Nephrologie. Hierbei konzentriert er sich vor allem auf die physiologische Bedeutung einer durch Sauerstoffmangel hervorgerufenen Genexpression sowie die Entstehung und Progression chronischer Nierenschäden. Eckardt ist unter anderem Mitglied der Akademie der Wissenschaften und der Literatur und Gründungsmitglied der KDIGO. 2001 erhielt er den Franz-Volhard-Preis der Deutschen Gesellschaft für Nephrologie.
Im Jahr 2022 wurde Kai-Uwe Eckardt als Mitglied der Sektion Physiologie und Pharmakologie/Toxikologie in die Nationale Akademie der Wissenschaften Leopoldina aufgenommen.